# جون إس. هورنر
جون إس. هورنر (بالإنجليزية: John S. Horner) هو قاضي ومحامي أمريكي، ولد في 5 ديسمبر 1802 في وارينتون في الولايات المتحدة، وتوفي في 3 فبراير 1883 في ريبون في المملكة المتحدة.